# Mieczysław Horszowski
Mieczysław Horszowski (in ucraino Мечислав Хоршовскій?, Mečyslav Choršovskij) (Leopoli, 23 giugno 1892 – Filadelfia, 24 maggio 1993) è stato un pianista polacco naturalizzato statunitense.

## Biografia
Nato a Leopoli nel 1892, studiò pianoforte con Teodor Leszetycki a Vienna, conobbe i compositori francesi Gabriel Fauré e Camille Saint-Saëns, poi conobbe Arturo Toscanini.
A 14 anni debuttò alla Carnegie Hall di New York e suonò per Alessandra di Danimarca a Buckingham Palace a Londra e per papa Pio X in Vaticano. Compì un tour transoceanico in Brasile e Uruguay.
A 19 anni interruppe la carriera concertistica per studiare filosofia, letteratura e storia dell'arte a Parigi, poi si trasferì a Milano, ove visse fino al 1940, poi con la Seconda guerra mondiale si trasferì a New York.
A New York si dedicò alla musica da camera con l'amico Pablo Casals, Joseph Szigeti e il quartetto di Budapest.
Nel 1952 si trasferì a Filadelfia dove insegnò al Curtis Institute.
A 89 anni si sposò con la pianista italiana Bice Costa. Per il 95º compleanno festeggiò con un recital alla Wigmore Hall di Londra e all'inaugurazione del Casals Hall di Tokyo.
Per il 98º compleanno fece un recital alla Carnegie Hall.
Si esibì per l'ultima volta nel 1991 a Filadelfia a 99 anni.
Morì a 100 anni il 24 maggio 1993.

## Ricordi
- Nella raccolta La via del rifugio, Guido Gozzano ha inserito la poesia Miecio Horszovski, dedicata a un'entusiasmante esibizione del pianista, allora dodicenne enfant prodige.
- Al musicista è dedicato l’Auditorium a cielo aperto di Monforte d'Alba (Cn).
- Sua moglie Bice nel 2000 pubblicò una biografia della sua vita. Ha anche scoperto e registrato alcune canzoni composte dallo stesso su testi francesi intorno al 1913-1914[2] e un volume della corrispondenza di sua madre sui primi anni di vita di Horszowski.[3].